# Martin Sjögren
Martin Sjögren (Gimo, 27 aprile 1977) è un allenatore di calcio ed ex calciatore svedese, tecnico dell'Hammarby femminile.

## Carriera

### Giocatore
Sjögren si appassiona al calcio fin da giovanissimo, tesserandosi con il Gimo IF, la società polisportiva della sua città natia, debuttando nella seconda divisione all'età di 16 anni. Dopo la laurea si è trasferito ad Halmstad per studiare educazione sportiva. In seguito, assieme all'atleta Erica Mårtensson, decide di trasferirsi negli Stati Uniti d'America per perfezionare gli studi in varie università, tra le quali la University of North Florida di Jacksonville giocando nella loro formazione di calcio universitario, i North Florida Ospreys. Dopo il suo soggiorno negli Stati Uniti Sjögren ritorna in Svezia, lavorando brevemente a Växjö come insegnante e giocando con l'IFK Värnamo e il Växjö BK nelle serie inferiori.

### Allenatore

#### Club
Nel 2016 con il Linköping ha vinto il campionato svedese femminile di calcio.

## Palmarès

### Allenatore

#### Club
- Campionato svedese: 1

Linköping: 2016
- Coppa di Svezia: 4

Linköping: 2013-2014, 2014-2015
Hammarby: 2023-2024, 2024-2025
- Supercoppa svedese: 1

LdB Malmö: 2011

#### Nazionale
- Algarve Cup: 1

2019